# Monika Dumermuth
Monika Dumermuth, née le 14 mars 1977 à Unterlangenegg, est une skieuse alpine suisse.

## Biographie
Membre du club SSC Bärgchütze, Monika Dumermuth fait ses débuts dans des courses FIS en 1994, avant de participer à sa première épreuve de coupe d’Europe en 1995, puis de coupe du monde, en 1999. Après une fin de saison prématurée en 2000, elle fait son retour l'hiver suivant pour marquer ses premiers points dans la Coupe du monde à Haus im Ennstal avec une douzième place sur la descente. Au mois de mars 2001, elle s'impose sur deux manches de la Coupe d'Europe à Lenzerheide (descente) et Piancavallo (super G).
Hors des pistes en 2001-2002, elle obtient une première sélection pour les championnats du monde en 2003 à Saint-Moritz, où elle signe une dixième place sur la descente notamment.
En janvier 2009, elle signe le meilleur résultat de sa carrière en Coupe du monde avec une quatrième place sur le super G de Cortina d'Ampezzo, à cinq centièmes de sa compatriote Andrea Dettling.
En 2010, elle est notamment douzième d'un super G à Saint-Moritz, avant de prendre sa retraite sportive après une blessure au genou qui l'a empêchée d'être sélectionnée pour les Jeux olympiques et dont elle ressent toujours la douleur.

## Palmarès

### Championnats du monde
| Édition / Épreuve          | Descente | Super G |
| -------------------------- | -------- | ------- |
| Mondiaux 2001 Sankt Anton  | Abandon  |         |
| Mondiaux 2003 Saint-Moritz | 10e      | 24e     |

### Coupe du monde
- Meilleur classement général : 41e en 2008.
- Meilleur résultat sur une manche : 4e.

| Saison/Classement | Général | Général | Descente | Descente | Slalom | Slalom | Super G | Super G | Combiné | Combiné |
| Saison/Classement | Class.  | Points  | Class.   | Points   | Class. | Points | Class.  | Points  | Class.  | Points  |
| ----------------- | ------- | ------- | -------- | -------- | ------ | ------ | ------- | ------- | ------- | ------- |
| 2001              | 95e     | 29      | 35e      | 28       | -      | -      | 53e     | 1       | -       | -       |
| 2003              | 85e     | 36      | 38e      | 12       | -      | -      | 37e     | 24      | -       | -       |
| 2005              | 87e     | 19      | 38e      | 19       | -      | -      | -       | -       | -       | -       |
| 2006              | 73e     | 54      | 32e      | 51       | -      | -      | 56e     | 3       | -       | -       |
| 2007              | 61e     | 108     | 25e      | 97       | -      | -      | 45e     | 11      | -       | -       |
| 2008              | 41e     | 144     | 22e      | 110      | -      | -      | 29e     | 34      | -       | -       |
| 2009              | 52e     | 126     | 30e      | 48       | -      | -      | 22e     | 78      | -       | -       |
| 2010              | 81e     | 52      | 52e      | 3        | -      | -      | 27e     | 49      | -       | -       |

### Coupe d’Europe
- 2e du classement du super G en 2001.
- 6 podiums, dont 2 victoires.